# Edwin Schmidt
Edwin Schmidt (* 24. November 1904 in Neu-Ulm; † 15. Juli 1988 in Plauen) war ein deutscher Lehrer und Heimatforscher.

## Leben
Er stammte aus Neu-Ulm und wuchs in der sächsischen Landeshauptstadt Dresden auf. Er besuchte das Lehrerseminar in Bischofswerda und anschließend eine pädagogische Hochschulausbildung nach Dresden. Seine erste Anstellung als Lehrer fand er in Kipsdorf im Osterzgebirge. Dort blieb er jedoch nur kurz und übernahm im Februar 1935 in Saalig eine neue Lehrerstelle. Da aus dem Vogtland seine Ehefrau stammte, fand er schon bald großen Gefallen an dieser Gegend und begann, deren Geschichte zu erforschen. Eine seiner ersten Arbeiten war die Ortschronik von Saalig, die er zusammenstellte.
1943 wurde Edwin Schmidt zum Wehrdienst eingezogen. Er geriet in englische Kriegsgefangenschaft, aus der er erst 1948 zurückkehrte. Da er als Lehrer im Nationalsozialismus tätig war, musste er zunächst einige Zeit in einem Industriebetrieb arbeiten und konnte erst 1953 wieder in seinem alten Beruf tätig werden. Edwin Schmidt war zunächst in Tirpersdorf tätig und wechselte 1954 in die Kreisstadt Oelsnitz/Vogtl.
Aufgrund eines sich verschlechternden Knochenleiden trat er 1962 in den vorzeitigen Ruhestand. Als positiver Nebeneffekt hatte er dazu mehr Zeit für seine heimatkundlichen Forschungen über das Vogtland. Zu seinen wichtigen Publikationen zählten das Heft 48 der Schriftenreihe des Vogtlandmuseums Plauen mit dem Titel Zur Geschichte von Schloß Voigtsberg, das 1982 erschien, und das Faltblatt St. Jakobikirche Oelsnitz i.V. – Aus Ihrer Geschichte, herausgegeben vom Evangelisch-Lutherischen Pfarramt Oelsnitz (ohne Jahr, ca. 1981). Daneben publizierte er in den Sächsischen Heimatblätter, in den Vogtländischen Heimatblätter, im Kulturboten für den Musikwinkel, im Kulturspiegel für den Kreis Auerbach, Vogtland sowie im Kalender Sächsische Gebirgsheimat. Seine Zeitgenossen zählten ihn zu den profilierten vogtländischen Forschern.

## Ehrungen
- 1984 Medaille für verdienstvolle Arbeit im Kulturbund der DDR